# Kokočak
Kokočak is een plaats in de gemeente Orahovica in de Kroatische provincie Virovitica-Podravina. De plaats telt 14 inwoners (2001).